# Новосамойловский
Новосамойловский — посёлок в Самойловском районе Саратовской области. Входит в состав сельского поселения Хрущёвское муниципальное образование. 

## География
Находится на расстоянии примерно 10 километров по прямой на восток от районного центра поселка Самойловки.

## История
Официальная дата основания 1929 год.

## Население
Постоянное население составило 126 человек (русские 95%) в 2002 году, 56 в 2010.